# Acantholimon puberulum
Acantholimon puberulum är en triftväxtart som beskrevs av Pierre Edmond Boissier och Benedict Balansa. Acantholimon puberulum ingår i släktet Acantholimon och familjen triftväxter.

## Underarter
Arten delas in i följande underarter:
- A. p. longiscapum
- A. p. peroninii
- A. p. peroninii
- A. p. longiscapum